# Симферопольская женская гимназия Оливер
Симферо́польская же́нская гимна́зия Е. И. Оливер, также — ча́стная гимна́зия Е. И. Оливер — среднее частное женское учебное заведение в Симферополе Таврической губернии Российской империи.

## История

### Открытие женского училища и получение статуса гимназии
Частная женская гимназия Е. И. Оливер, начала действовать в 1898 году в Симферополе как частное женское училище 2-го разряда. В 1901 году оно было реорганизовано в частное женское училище 1-го разряда состоящее из 5 классов и в 1904 году было реорганизовано в частную женскую гимназию с 7 классами обучения, согласно положению от 24 мая 1870 года. 1 сентября 1904 года состоялось начало учебного процесса частной гимназии с правами для учащихся.

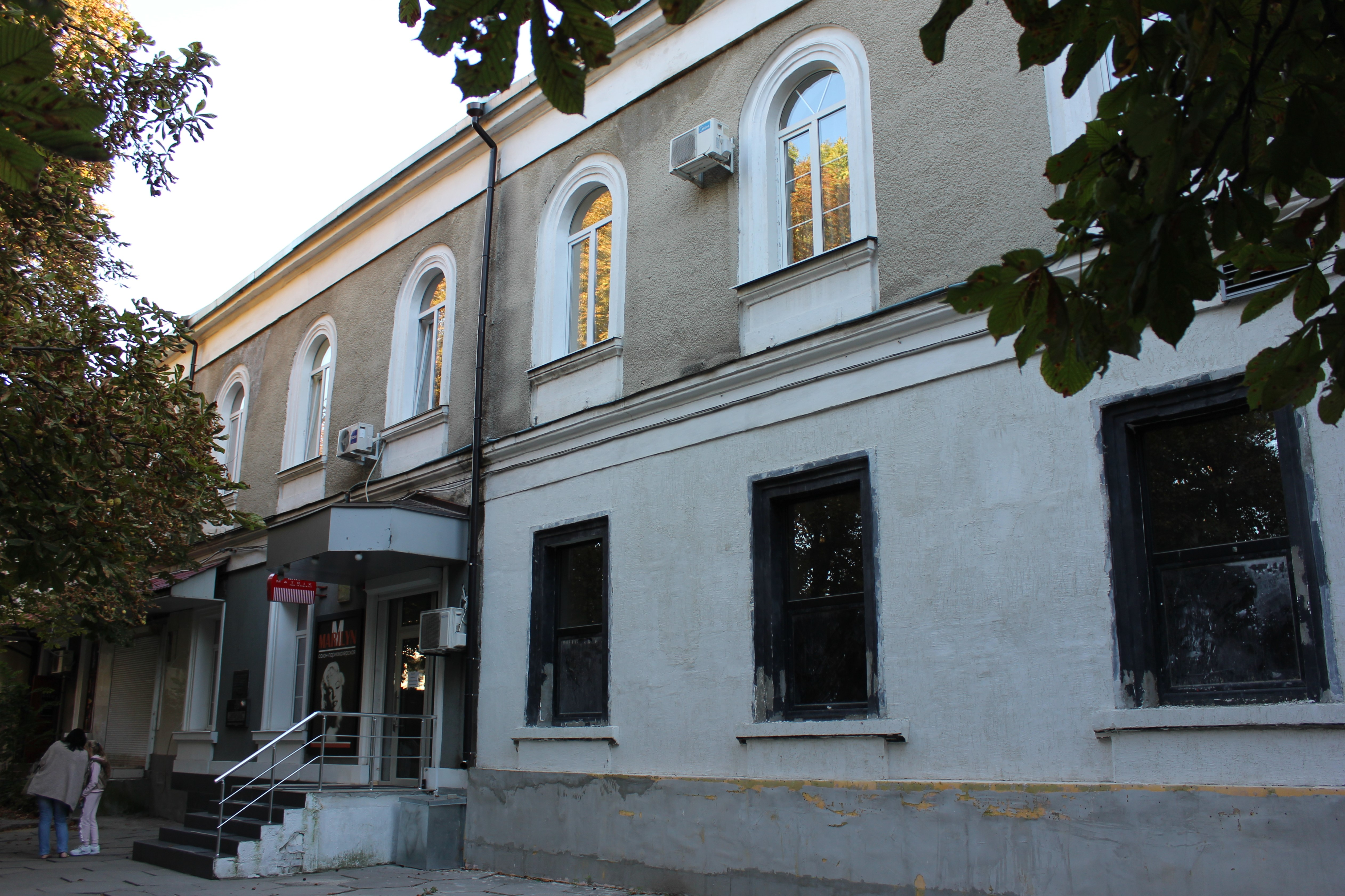
Бывшее здание Симферопольской женской казённой гимназии и Симферопольской женской гимназии Оливер, ул. Ушинского 4, литер А

В ноябре 1904 года учреждение с инспекцией посетил Попечитель Одесского учебного округа Х. П. Сольский. Он присутствовал на уроках и экзаменах в 7 классе.
С 1905 года попечитель Одесского учебного округа циркуляром № 20466 от 13 сентября 1905 года разрешает открыть 8 (педагогический) класс при условии, если учреждение располагает необходимым материально-техническим обеспечения, зданием, педагогическим коллективом и в гимназии будут соблюдены все нормы и требования предъявляемы к государственным гимназиям..
Учреждение располагалось в арендуемом здании в Гимназическом переулке (ныне ул. Ушинского), ранее оно использовалось казенной гимназией, во времена Крымской войны тут был госпиталь. Оно состояло из двух этажей, было ветхим, маловместительным, не хватало помещений для уроков рукоделия, рисования, отсутствовал гимнастический зал.
Здание сохранилось до наших дней. Ныне в РФ это объект культурного наследия регионального значения.
Арендная плата была 2000 рублей в год. На общее содержание гимназии в 1904 году было израсходовано 9000 рублей полученных за счет платы (79,3 % от общей суммы), пособия от казны (16,7 % от общей суммы), поступлений от городской думы (2,7 % от общей суммы) и пожертвований обществ и лиц (1,3 % от общей суммы). Плата за годовой урок учителям в старших и младших классах в 1904—1906 была одинаковой — 60 рублей.
По данным 1909 года в гимназии Оливер размер платы за обучение в приготовительном классе составлял — 60 руб., первом, втором и восьмом — 100 руб., в третьем, четвёртом, пятом, шестом и седьмом — 80 руб.

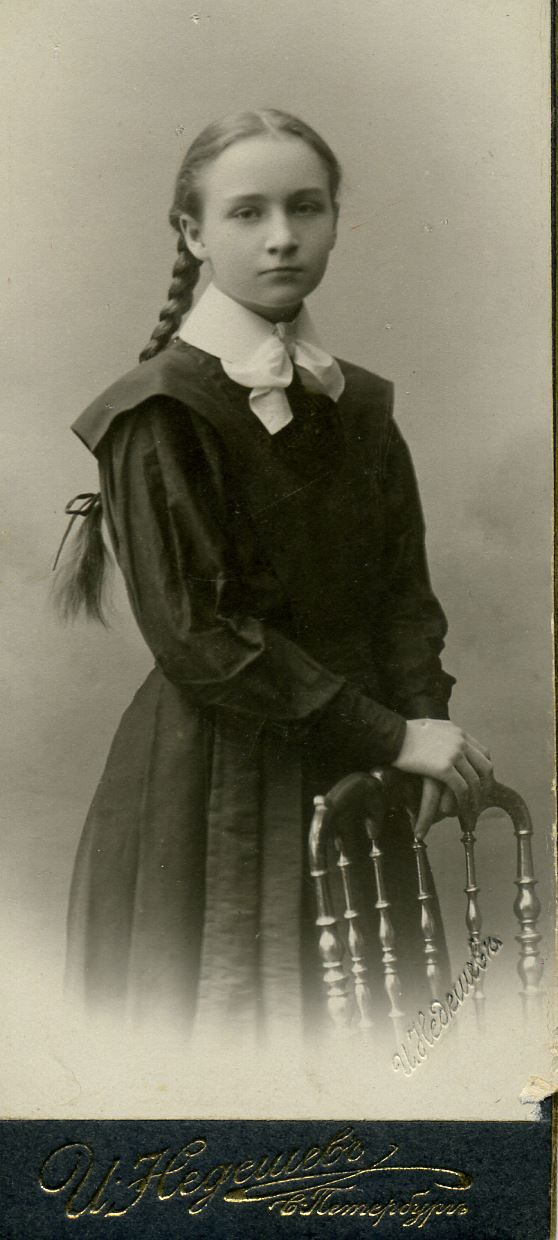
Учащаяся гимназии Е. И. Оливер Е. Демикели

### Контингент учащихся
В январе 1905 года в гимназии обучалось 210 учениц. В гимназии по мере набора девушек постепенно открываются классы и к 1909 году их уже 11.
В 1914—1915 году в заведении обучался 390 гимназисток. Годовой бюджет — 30940 рублей, полностью из платы за обучение, без субсидий. Плата за обучение соответственно 100 и 120 рублей за подготовительный и основные классы.
В 1916 году числилось 415 гимназисток, из которых 29 получили аттестаты об окончании 7 классов и 16 свидетельства об окончании 8 классов.
Сословный состав учениц гимназии: 48, 6 % — дети мещан, купцов 2-й гильдии и ремесленников, 28,1 % — дети дворян и чиновников, 13,8 % — почётных граждан и купцов, 4,3 % — крестьян, по 2,4 % — иностранцев и духовного звания, 0,4 % — казачьего сословия. По вероисповеданиям преобладали дети православных (52,4 %) и евреев (23,8 %).

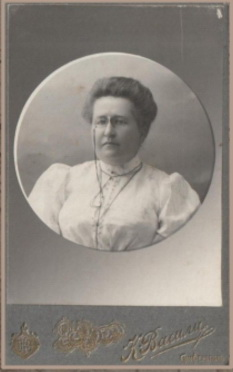
Учительница немецкого языка в гимназии Оливер Крейцберг Ю. Х. Продолжала работать в советской школе.

### Педагогический состав
Учредительница гимназии — Екатерина Ивановна Оливер, домашняя учительница 1-й категории.
Председатель Педагогического совета М. В. Андреев.
Законоучителя — священники О. А. Кравченко и О. К. Марков.
Преподаватели русского языка — И. П. Лукин, В. Н. Малюга и М. Н. Соловьёва; математики — Н. Г. Бабынин, В. С. Иванов-Артюхов, М. И. Луценко, Е. И. Оливер, и В. В. Познышев; физики — Н. К. Гутковский; истории — А. В. Толстоногова; географии — Н. М. Ракова; истории и географии — П. С. Грушинский; французского языка — Л. С. Левитская (она же и секретарь педагогического совета); немецкого языка — Ю. Х. Крейцберг; естествоведения — В. Г. Андреев; искусств — А. Д. Ястребков; рукоделия- Е. В. Русинова.
Классная надзирательница — М. Г. Тяжёлова.

### Учебный процесс

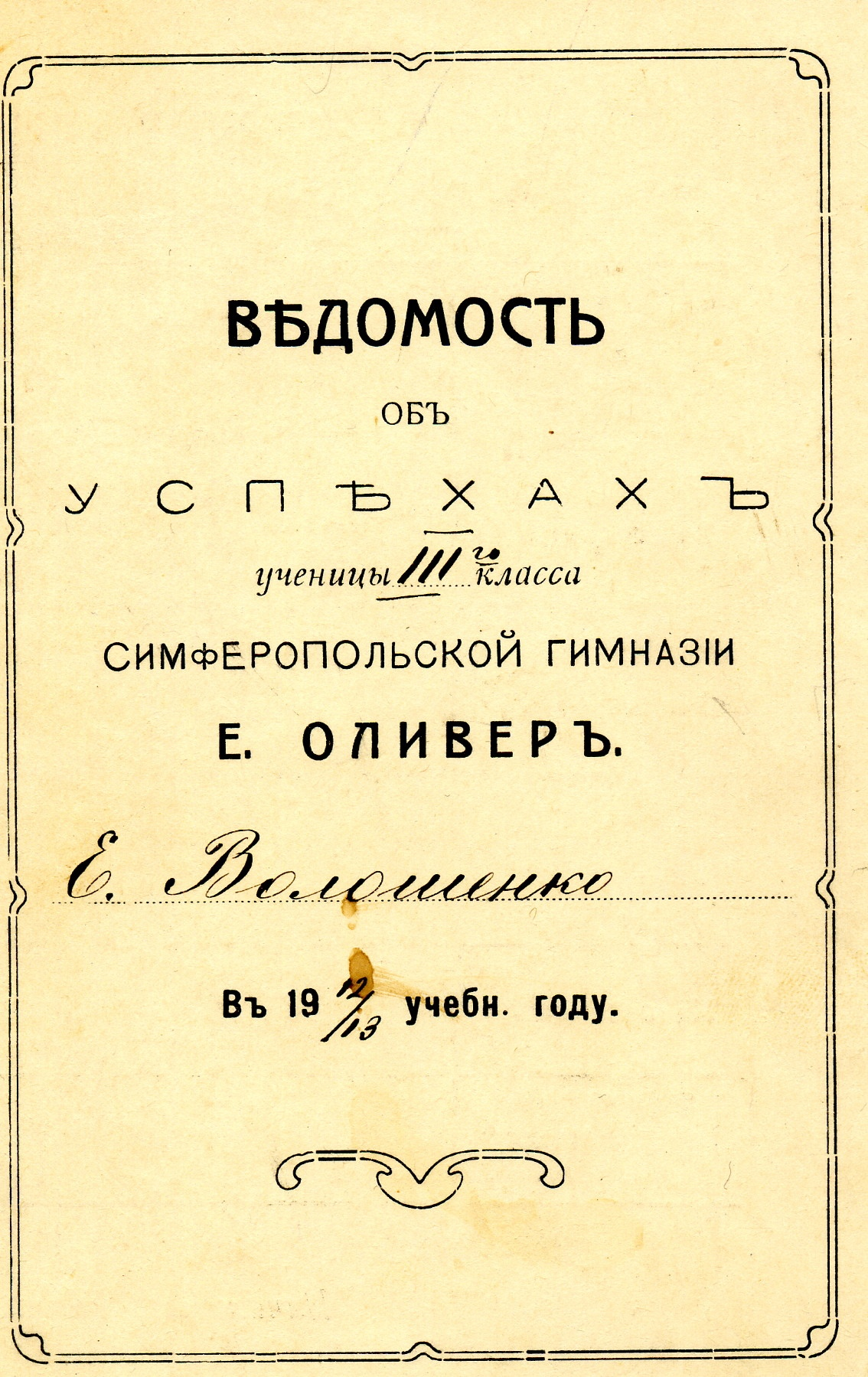
Ведомость об успехах ученицы 3-го класса гимназии Оливер

В библиотеке гимназии насчитывалось 56 наименований книг в 101 томе, предметные кабинеты были оборудованы наглядными пособиями. При гимназии было создано «общество вспомоществования недостаточным учащимся», которое выделяло помощь самым нуждающимся ученицам гимназии, причем около 3 % воспитанников обучались бесплатно.
В частной гимназии Е. И. Оливер изучались: Закон Божий, арифметика, русский, французский и немецкий языки, история, естественная история, география, физика, космография, позже был введен латинский язык. Имелось право выбора учителем учебника, из перечня одобренных Министерством народного просвещения.
В учебном процессе ключевую роль занимал преподаватель, пользовавшийся высоким авторитетом. Весь материал, даваемый на занятиях, должен был конспектироваться и многие предметы изучались именно по конспектам. Успеваемость по основным предметам была высокой. Закон Божий 100 % математика 91,4 %, русский язык 82,3 %. При последующем визите попечитель учебного округа отмечал, что воспитанницы гимназии хорошо владеют русской грамотой, арифметикой, алгеброй, французским и отчасти немецким, однако успехи по другим предметам не удовлетворительны. Не достаточное внимание уделяется поведению учениц, манере вести себя и держаться.
В гимназии Е. И. Оливер из-за отсутствия помещения не преподавалась гимнастика, а вместо неё как дополнительные давались уроки танцев. В гимназии проводились торжественные мероприятия с целью патриотического и художественного воспитания, так, например, литературные вечера, выставки, торжества посвященные «100 летию Отечественной воны 1812 года», «50 летию отмены крепостного права» и другим. Во время Первой мировой войны ученицы собирали и отправляли подарки, одежду на фронт для воинов. Большое внимание уделялось проведению учебных экскурсий по городам и историческим памятникам Крыма.
В 1917 году гимназия Е. И. Оливер работала в составе 3-х подготовительных, 7-ми обычных с параллелями в 3 и 4 классах, одного педагогического со словесным и математическим отделениями, организованных по новым учебным плана утвержденным циркуляром № 6050 от 26 февраля 1916 года попечителем Одесского учебного округа. В таком виде она просуществовал до 1920 года.
Гимназия прекратила свою деятельность в 1920 году. История крымских гимназий завершилась 27 ноября 1920 года, когда Крымревком издал приказ № 57 о перестройке работы учебных заведений Крыма.
В советское время в здании размещалась Симферопольская школа II ступени № 11.

## Известные педагоги
- Сырцов, Анатолий Иванович — с 1906 года преподаватель педагогики[6].
- Тренёв, Константин Андреевич (1876—1945) — педагог, советский прозаик и драматург. Учитель русской словесности.

## Известные ученицы и выпускницы
- Ольга Васильевна Айвазова (урождённая Макурина; 1902, Симферополь — ?), русская, домохозяйка. Дочь бухгалтера, владельца «Дома Макурина», жена А. Айвазова. Окончила частную гимназию Оливер в Симферополе. 10 ноября 1937 года арестована УГБ НКВД Крыма по ст. 58-1 УК РСФСР: жена изменника Родины. Осуждена 2 августа 1938 года ОС при НКВД СССР к 5 годам ИТЛ. Реабилитирована 15 апреля 1958 года Военным трибуналом Одесского военного округа[7].

## Память

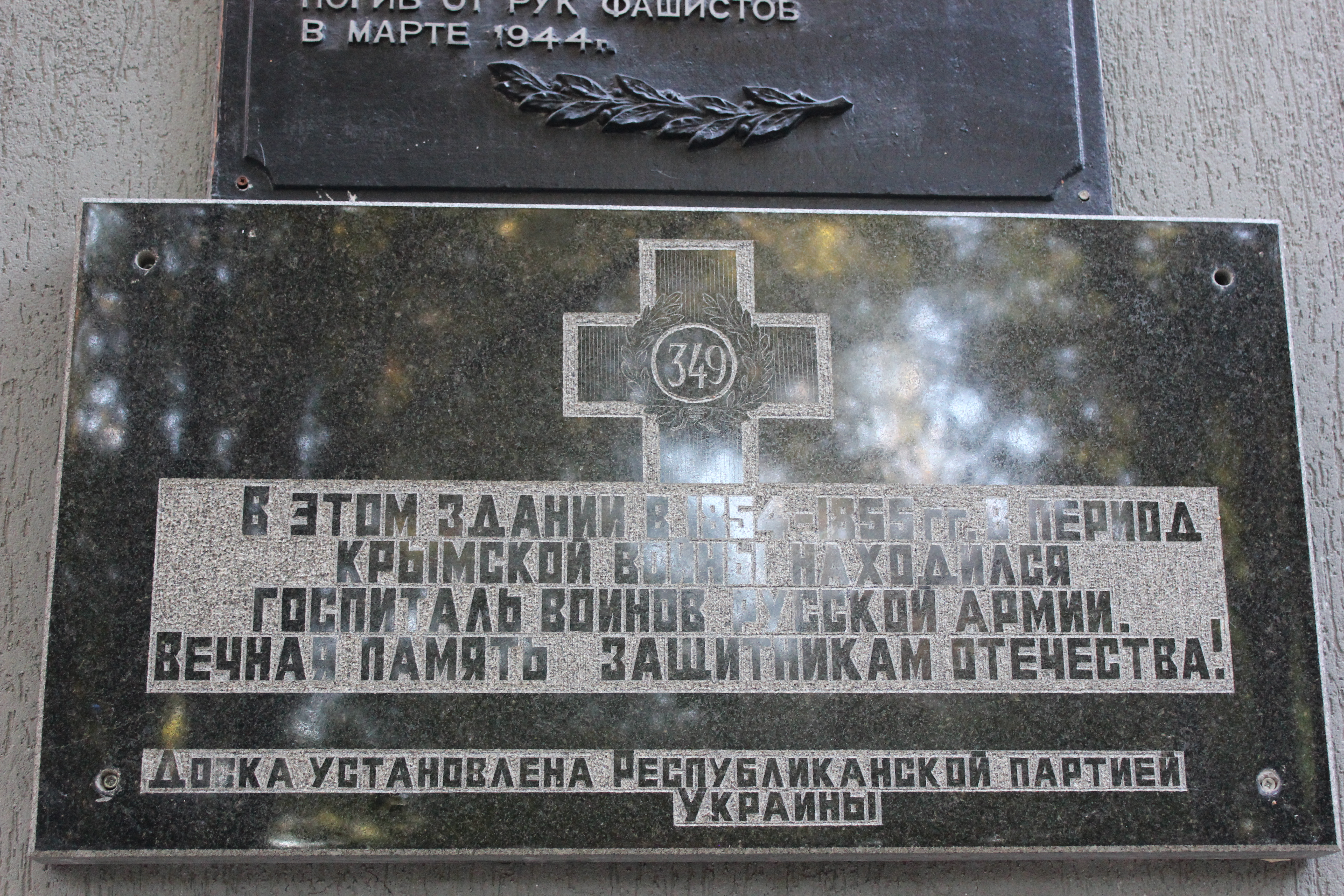
Мемориальная доска на здании бывшей женской гимназии
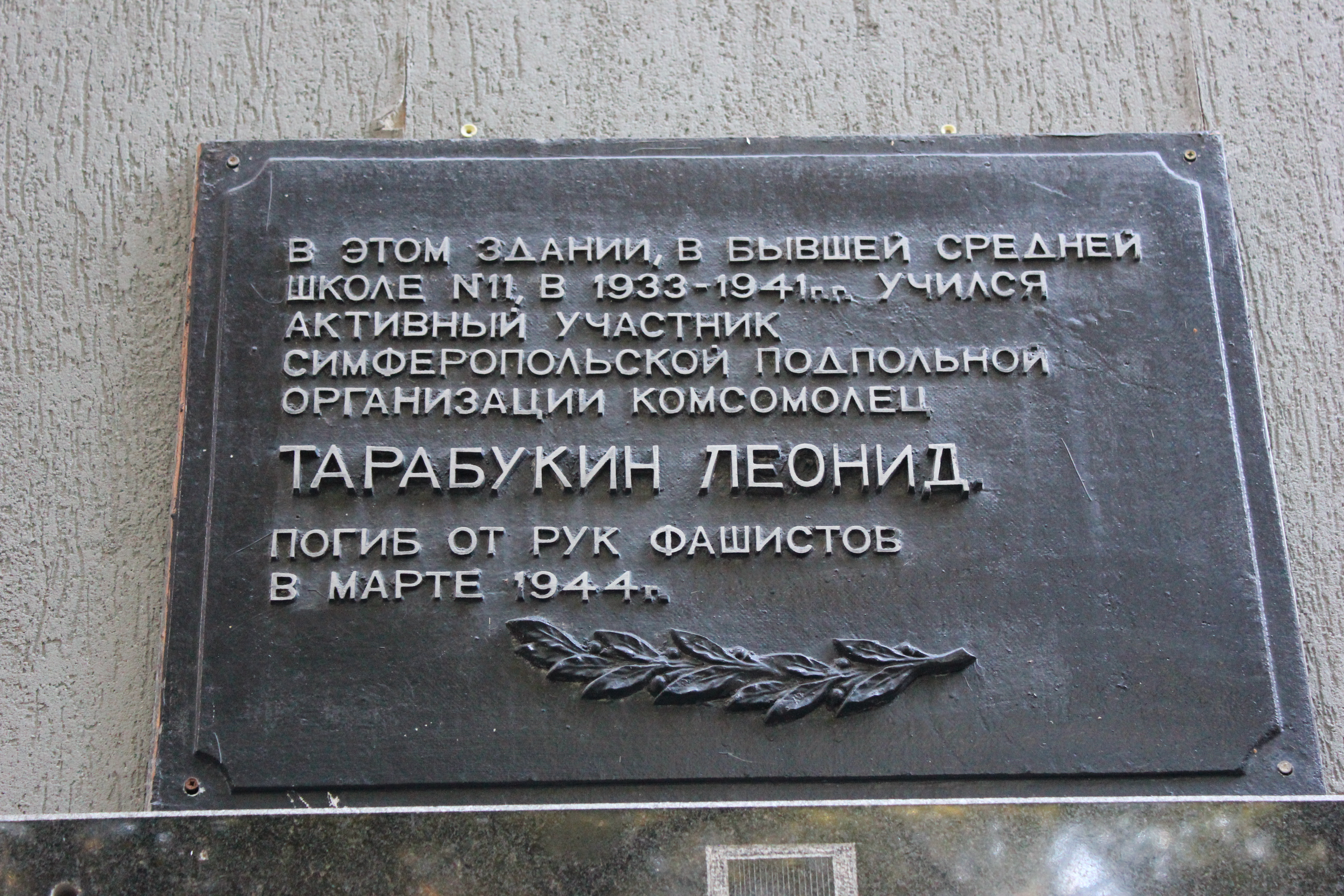
Мемориальная доска Леониду Тарабукину на здании бывшей женской гимназии